# (24541) Hangzou
(24541) Hangzou est un astéroïde de la ceinture principale.

## Description
(24541) Hangzou est un astéroïde de la ceinture principale. Il fut découvert le 16 février 2001 à Socorro (Nouveau-Mexique) par le projet LINEAR. Il présente une orbite caractérisée par un demi-grand axe de 2,24 UA, une excentricité de 0,18 et une inclinaison de 5,8° par rapport à l'écliptique.

## Compléments